# Hrvatski trgovački športski klub Zagreb
Hrvatski trgovački športski klub Zagreb bio je hrvatski nogometni klub iz Zagreba.
Osnovan je 1913. Natjecao se jedino u nedovršenom prvenstvu Hrvatske i Slavonije 1913./14.